# Reprezentacja Malediwów w piłce ręcznej kobiet
Reprezentacja Malediwów w piłce ręcznej kobiet – narodowy zespół piłkarek ręcznych Malediwów. Reprezentuje swój kraj w rozgrywkach międzynarodowych.

## Turnieje

### Udział wigrzyskach azjatyckich
| Rok  | Wynik | Źródło |
| ---- | ----- | ------ |
| 1990 | –     |        |
| 1994 | –     |        |
| 1998 | –     |        |
| 2002 | –     |        |
| 2006 | –     |        |
| 2010 | –     |        |
| 2014 | 9.    |        |